# イスラエル・バスケス
イスラエル・バスケス（Israel Vázquez Castañeda、1977年12月25日 - 2024年12月2日）は、メキシコの元男性プロボクサー。メキシコシティ出身。元WBC・IBF世界スーパーバンタム級統一王者。

## ファイトスタイル
パワーと破壊力溢れるハードパンチャーであり、攻守にわたって多彩なテクニックを見せるため「Magnifico（マグニフィコ、魔術師）」の異名を持つ。インファイトを得意とする。常に打ちつ打たれつの激闘を繰り広げ、人気も高い。特にラファエル・マルケスとの3連戦は激闘であった。劣勢な状況からでも、一瞬の踏み込みから、強烈なショートパンチでダウンを奪い、一気に形勢を逆転してしまうシーンも多い。

## 来歴
1995年3月29日、18歳でプロデビュー。1997年4月12日のプロ13戦目では後に世界チャンピオンになるオスカー・ラリオスに3回KO勝利で勝っている。
デビュー当時はメキシコ国内で試合をしていたが1998年にアメリカ合衆国に進出した。1999年3月27日、マルコス・リコナとNABOスーパーバンタム級王座決定戦を行うも、12回判定負けで敗戦を喫した。
2000年5月6日にIBAコンチネンタルスーパーバンタム級タイトルを獲得、2001年1月7日に空位のNABF北米スーパーバンタム級タイトルを獲得した。NABF王座は一度防衛後返上した。
2002年5月17日にオスカー・ラリオスとWBC世界スーパーバンタム級暫定タイトルを争うが12回TKOで敗れかつての雪辱を許すこととなった。
その後、ノンタイトル戦を挟み2004年3月25日にホセ・ルイス・バルブエナを12回TKOで破り、空位のIBF世界スーパーバンタム級タイトルを獲得した。同タイトルを2度防衛した後、2005年12月3日に再度オスカー・ラリオスと対戦し、3回TKOで破りWBC・IBFのスーパーバンタム級タイトルを統一した。
2006年6月10日、イバン・エルナンデスの挑戦を受け、エルナンデスが鼻骨を骨折し4回終了時TKO勝ちで初防衛に成功した。
2006年9月16日、WBO世界バンタム級チャンピオンのジョニー・ゴンザレスの挑戦を受けた。この試合では前半は一方的にジョニー・ゴンザレスが支配し、2度もダウンを奪われるなど苦しい展開だったが、バスケスは逆転の10回TKOで勝利しタイトルを防衛した。
2007年3月3日にバンタム級から階級を上げたラファエル・マルケスの挑戦を受け、試合開始早々から壮絶な殴り合いを繰り広げ、両者共に顔面が腫れ上がってボロボロになり、ボクシング史に残る激闘となった。7回に負傷のため試合続行不能となり、王座から陥落。
2007年8月4日に、ラファエル・マルケスとのリベンジマッチが行われ、またしても初回から打ちつ打たれつの殴り合いが続き、初対戦時をさらに上回る激闘となった。6回に一気に攻め立てたバスケスがレフェリーストップのTKO勝ちでリベンジとタイトル奪回に成功。しかし、マルケス側は「レフェリーストップが早かった。まだ戦えた」と主張した。この試合はリングマガジンの2007年ファイト・オブ・ザ・イヤーに選出された。
2008年3月1日、ラファエル・マルケスとのラバーマッチに臨み、またしても初回から壮絶な試合となり、両者共にダウンを喫するなど3度目の対戦もまた激闘となった。11ラウンド終了時点でポイントではマルケスがわずかにリードしていたが、最終12ラウンドにバスケスがダウンを奪い、判定2-1で判定勝ちし、王座の防衛に成功した。この試合は2年連続のリングマガジン ファイト・オブ・ザ・イヤーに選出された。
2008年12月20日、網膜剥離によって王座防衛戦を行えないことに対して、WBCがバスケスの実績を考慮して、バスケスを名誉王者に認定した。
2009年10月10日、1年7か月ぶりの復帰戦でアンヘル・プリオロと対戦し、9回KO勝ちを収めた。
2010年5月22日、4度目の対戦となったラファエル・マルケスとWBCシルバー・スーパーバンタム級王座決定戦で対戦し、3回KO負けを喫しマルケスとの対戦成績は2勝2敗となった。試合後マルケスはファンが望むなら5戦目をやりたいと話すも、バスケスはいいパンチをもらったので目の治療に専念したいと話した。
治療後自身のオフィシャルページで減量がきついと話しフェザー級に転向して2階級制覇をしたいと話すも、今度は網膜剥離が再発し、試合予定をキャンセルすることになった。その後2011年7月16日、ラファエル・マルケスとファン・マヌエル・マルケスの兄弟テストマッチで引退を発表した。
2016年7月17日、バスケスは右目を失明していたことを公表し、近いうちに義眼に変える手術をすることを明かした。右目は元々悪かったが2010年5月のラファエル・マルケスとの4度目の対戦でさらに悪化させ、その後、網膜剥離や瞼の手術を何度も受けるが回復せず摘出手術に至った。
2024年11月1日にステージ4の肉腫と診断され、12月2日の夜に癌によりロサンゼルスで死去した。46歳没。

## 獲得タイトル
- IBAコンチネンタルスーパーバンタム級王座（防衛0=返上）
- NABF北アメリカスーパーバンタム級王座（防衛1=返上）
- 第12第IBF世界スーパーバンタム級王座（防衛2=返上）
- 第22第WBC世界スーパーバンタム級王座（防衛2）
- 第24第WBC世界スーパーバンタム級王座（防衛1=名誉王座認定）